# 彭讷维茨
彭讷维茨（德語：Pennewitz，發音：[ˈpɛnəvɪts]）是德国图林根州伊尔姆县曾经的一个市镇，面积5.48平方千米，人口为人。2018年7月6日，彭讷维茨与另外3个市镇并入市镇伊尔默瑙。